# Садовник, Юрий Петрович
Юрий Петрович Садовник (рум. Iurie Sadovnic, 14 декабря 1951, с. Жура, Рыбницкий район, Молдавская ССР, СССР — 7 июня 2021, Кишинёв, Молдавия) — молдавский музыкант и певец лёгкой и народной музыки Республики Молдова. Народный артист Республики Молдова (2011).

## Биография
Хотя Юрий родился в селе Жура, вскоре его родители перебрались в село Суслены Оргеевского района, где и прошло его детство. Отец его был радиотехником, мать — учительницей. Интерес к музыке Юрий проявил уже в школьные годы, создав ансамбль «Хайдучий дин Суслень». Уже в пятом классе начал писать песни, в седьмом — своими руками сделал себе электрогитару, с которой в 1968 одержал победу на фестивале французской песни в Бельцах. В 1970-72 служил в Советской Армии в г. Николаев, но и во время службы не расстался с музыкой, участвуя в дивизионном джаз-ансамбле. После армии поступил в кишинёвский Институт Искусств, одновременно начав свою карьеру певца и музыканта в ансамбле «Сонор» (1973-76). С 1976 работал в Кишинёвской филармонии – в ансамблях «Контемпоранул» (1977-78) и «Букурия» (1979-82). Впервые выступил в качестве барда в 1978 в радиопередаче, которую вёл музыковед Григоре Долинцэ. В 1983 основал группу «Legenda», действовавшую до 1993. Это был коллектив, состоявший из лучших музыкантов страны, среди которых Олег Балтага, Дмитрий Артамонов, Сергей Тестемицану, Ливиу Штирбу. В 1992 году «Legenda» выступила на одной сцене с такими мировыми звездами как «Uriah Heep» и «Deep Purple». Юрий Садовник гастролировал по Молдове, Румынии, России, Монголии, Дании, Польше, Франции, Венгрии и Германии. В 1999 издал сборник стихов «Am să plec în Codru verde» (Уйду в зелёный лес).
Был удостоен титула Заслуженный артист Молдавской ССР (1984), медали «За гражданские заслуги» (1993), медали «Михай Эминеску» (2000), титула Народный артист Республики Молдова (2011) и Ордена Республики (2015).
23 августа 2017 года удостоен Национальной премии Республики Молдова (Правительство Молдавии) за Opera omnia.
7 июня 2021 застрелился, оставив предсмертную записку, в которой сказано, что он не может больше выносить своих тяжёлых болезней и не хочет быть обузой. 9 июня был похоронен на Центральном кладбище г. Кишинёва. По случаю его похорон президент Республики Молдова Майя Санду объявила в стране национальный траур. Соболезнования в связи с трагической кончиной певца выразили председатель парламента Зинаида Гречаная, министр образования Лилия Поголша, а также композитор Евгений Дога и ряд других деятелей молдавской культуры.
Похоронен на Центральном (Армянском) кладбище в Кишинёве.

## Шлягеры
- Dragă Otee
- Am să plec în codrul verde
- Căprioara
- Mândro, cui mă lași pe mine
- Fața pâinii
- Noi pace vrem
- Măicuța
- Andrii Popa
- Demnitate
- În limba Ta

## Альбомы
- Legenda
- Enigmatică femeie
- Masa de piatră
- În limba ta — альбом исключительно на стихи Григоре Виеру
- Liniștea patriei mele
- Evadare

## Нотные издания
- «Окий тэй, Молдовэ». Кулеӂере де музикэ фолк. Кишинёв, изд. "Литература Артистикэ", 1982. — С.15-45.